# Tragfläche

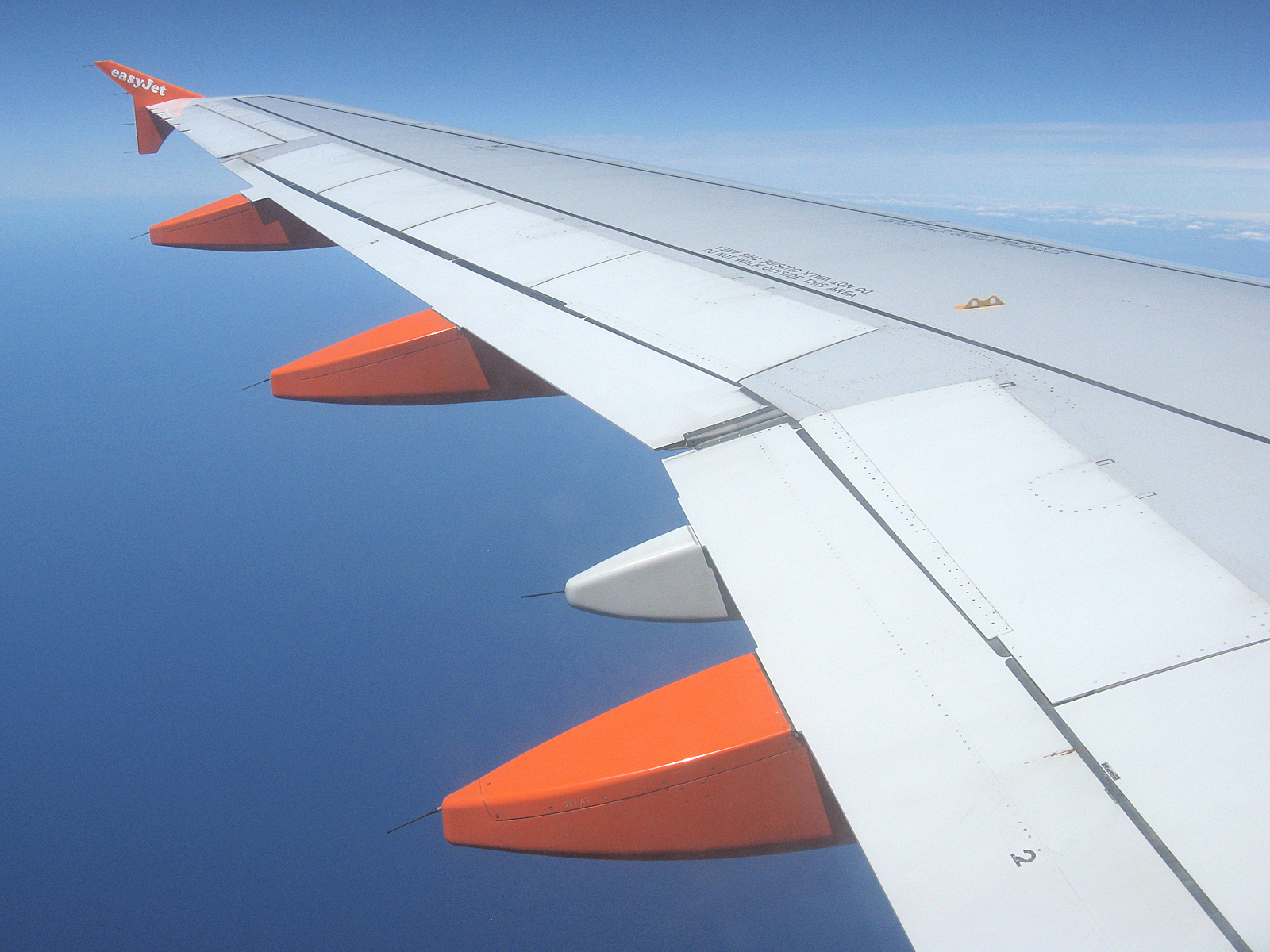
Tragfläche eines Airbus A319-100

Die Tragfläche, umgangssprachlich auch Flügel (oder, wenn unter einem Bootsrumpf montiert um das Boot aus dem Wasser zu heben Tragflügel, Hydrofoil, kurz Foil), ist ein Bauteil eines gleitenden Fahrzeugs, dessen Hauptaufgabe in der Erzeugung von dynamischem Auftrieb besteht. Die Funktion der Tragfläche besteht darin, durch Beeinflussung der Umströmung eine ausreichend große Kraft senkrecht zur Anströmrichtung zu erzeugen. Diese Kraft ist der Auftrieb, der ein Flugzeug in der Luft hält, oder ein Tragflügelboot, Wing-Foil oder Pump-Foil aus dem Wasser hebt.
An Flugzeugen sind Tragflächen meist mit Klappen ausgestattet, mit denen die Fluglage, der Auftrieb oder der Luftwiderstand beeinflusst werden kann. Bei großen Flugzeugen hängen zumeist Triebwerke daran, zudem befinden sich die Treibstofftanks in den Tragflächen. Der Abstand zwischen linker und rechter Tragflächenspitze wird als Spannweite bezeichnet.

## Funktionsprinzip

Umströmung eines Tragflächenprofils

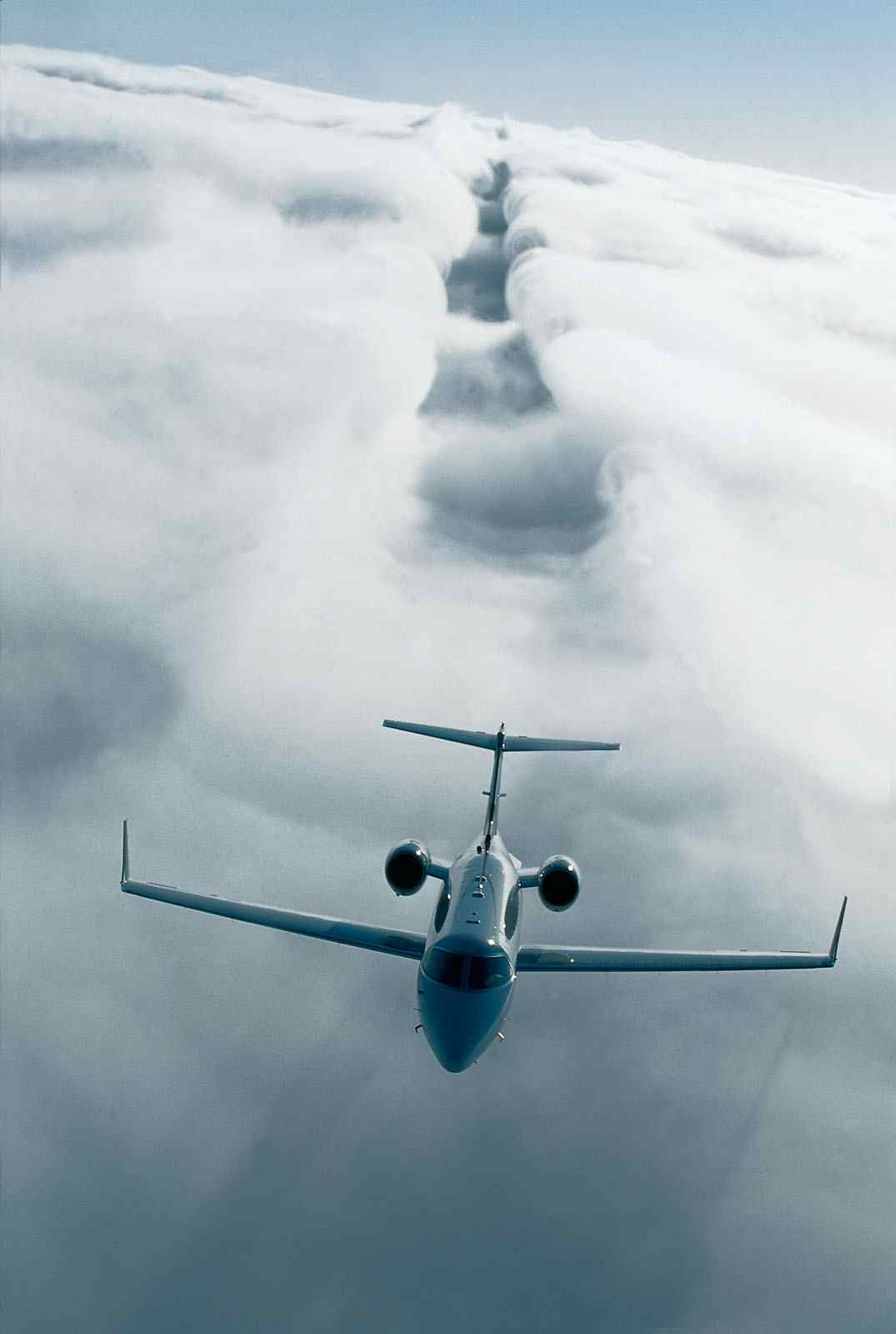
Beim Flug mit wenig Abstand über eine glatte Wolkendecke hinterlässt der downwash der Tragfläche eine deutliche Spur

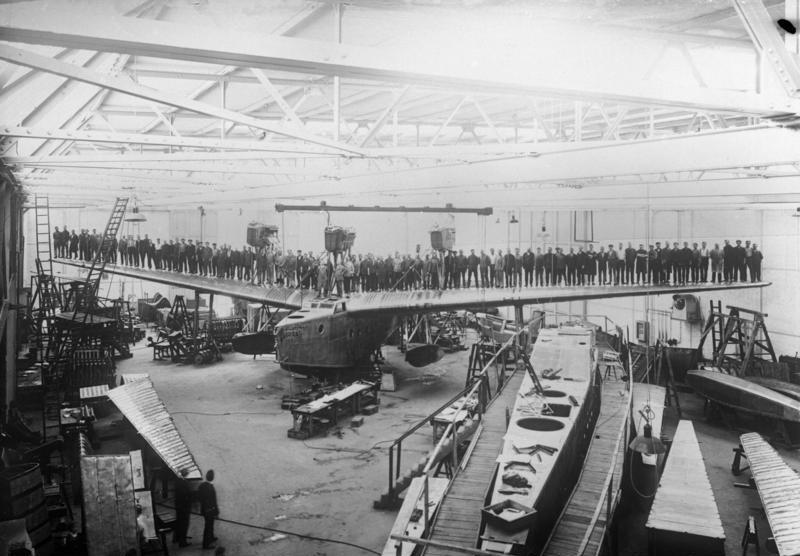
Belastungstest von Tragflächen beim Flugboot Rohrbach Ro X (1933)

### Erzeugen von dynamischem Auftrieb
Voraussetzung für die Erzeugung von Auftrieb durch Tragflächen ist die Bewegung in einem geeigneten Fluid (wie zum Beispiel Luft oder Wasser), das die Eigenschaften Masse, Viskosität und zumindest in gewissem Umfang Inkompressibilität aufweist.
Tragflächen mit geeignetem Profil und Anstellwinkel lenken das anströmende Fluid um (downwash); dadurch wird eine senkrecht zur Anströmung wirkende Kraft erzeugt. Durch die Umlenkung wird dem Fluid ein Impuls übertragen. Nach dem ersten Newtonschen Gesetz erfordert diese Richtungsänderung der Strömung nach unten eine stetig wirkende Kraft. Nach dem dritten Newtonschen Gesetz (Actio und Reactio) wirkt dabei eine gleiche und entgegengesetzte Kraft, der Auftrieb, auf die Tragfläche.

### Parameter der Auftriebskraft
Die Masse der abgelenkten Luft {\displaystyle m_{\text{Luft}}} pro Zeitspanne {\displaystyle t} ist abhängig von ihrer Dichte, von der Größe (Fläche) der Tragflächen und von der Fluggeschwindigkeit: je schneller das Flugzeug fliegt, umso mehr Luft wird in derselben Zeit abgelenkt. Die Beschleunigung der abgelenkten Luftmasse ist abhängig von der Fluggeschwindigkeit und vom Anstellwinkel der Tragfläche.
Bei konstanter Luftdichte, Tragflächengröße und gleichbleibendem Anstellwinkel ist die Auftriebskraft proportional zum Quadrat der Fluggeschwindigkeit: Sowohl die abgelenkte Luftmasse pro Zeitspanne als auch deren vertikale Beschleunigung wachsen proportional mit der Fluggeschwindigkeit. Bei doppelter Fluggeschwindigkeit und ansonsten gleicher Anströmung der Luft verdoppelt sich sowohl die nach unten beschleunigte Luftmenge als auch ihre Geschwindigkeit. Das bedeutet, der Auftrieb vervierfacht sich.
Da aber die Ablenkungsgeschwindigkeit in die dafür benötigte Antriebsleistung quadratisch eingeht, ist die für die Auftriebserzeugung benötigte Leistung umgekehrt proportional zur Fluggeschwindigkeit sowie zur Größe der Tragflächen. Das bedeutet, je höher die Fluggeschwindigkeit oder je größer die Tragflächen, desto geringer die für den Auftrieb benötigte Antriebsleistung. (Diese ist jedoch kleiner als die gesamte für den Flug benötigte Antriebsleistung, siehe unten).

### Strömungswiderstand
Der oben beschriebene Wirkmechanismus ist Teil des induzierten Luftwiderstandes: er entzieht dem Auftrieb liefernden Strömungssystem die dafür benötigte Energie in Form von Strömungswiderstand. Dieser Teil des induzierten Luftwiderstands lässt sich prinzipiell nicht beseitigen, da er physikalisch dem Energie- und Impulserhaltungssatz Rechnung trägt.
Eine weitere Form des induzierten Luftwiderstands wird durch Randwirbel an den Tragflächenenden verursacht: Hier entsteht ein Druckausgleich zwischen Überdruck unter der Tragfläche und Unterdruck über der Tragfläche. So entsteht an jeder Tragflächenspitze ein Randwirbel um die Längsachse des Flugzeugs, dessen kinetische Energie dem Auftrieb erzeugenden Strömungssystem entzogen wird und so ungenutzt verloren geht. Die Randwirbel lassen sich durch eine hohe Streckung (= Verhältnis der Spannweite zur mittleren Flügeltiefe) verringern, aber bei endlichen Tragflächen prinzipiell nicht völlig ausschalten. Auch die Winglets an den Tragflächenenden moderner Flugzeuge dienen der Verringerung dieser Widerstandsform, indem sie den Druckausgleich quer zur Flugrichtung (und damit die Wirbelbildung) teilweise unterbinden. Dabei ist zu beachten, dass die Gesamtwirbelstärke der Randwirbel auch durch Winglets wegen des Helmholtzschen Wirbelsatzes nicht beeinflusst werden kann. Eine Verminderung der Wirbelstärke würde nach dem Satz von Kutta-Joukowski auch eine Verringerung des Gesamtauftriebes des Flugzeuges bedeuten. Winglets können jedoch durch geschickte Verlagerung der Wirbel einen positiven Einfluss auf die Auftriebsverteilung haben und so den induzierten Luftwiderstand senken. Weiterhin ist es möglich, durch Winglets die Flugeigenschaften im unteren Geschwindigkeitsbereich positiv zu beeinflussen.
Neben dem induzierten Luftwiderstand erhöhen weitere Formen von Strömungswiderstand den Leistungsbedarf eines Flugzeugs:
Der Reibungswiderstand an der Oberfläche der Tragfläche bremst das Flugzeug, indem er in der Grenzschicht Bewegungsenergie in Wärmeenergie wandelt. Der Reibungswiderstand (oder Schubspannungswiderstand) ist davon abhängig, ob die anliegende Strömung laminar oder turbulent ist. Er kann durch eine hohe Oberflächengüte (Glätte) gemindert werden, wodurch die Strömung so laminar als möglich gehalten wird, der Reibungswiderstand kann aber nicht völlig ausgeschaltet werden. Auch Riblets können den Reibungswiderstand verringern.
Der Form- oder Druckwiderstand kommt dadurch zustande, dass der Druck auf der Vorder- und Rückseite eines umströmten Körpers unterschiedlich ist. Wo die Strömung in Turbulenz umschlägt – generell an der Hinterkante der Tragfläche, aber z. B. auch an den Kanten von Landeklappen und Querrudern etc. –, entsteht ein bremsender Sog, der dem Querschnitt des Strömungsabrisses entspricht. Der Formwiderstand kann durch eine sinnvolle Wahl und sorgfältige Ausformung des Tragflächenprofils minimiert werden.
Der Wellenwiderstand schließlich kommt im Überschallflug zum Tragen: hier induziert der überschallschnelle Aufprall der Luftteilchen auf die Vorderseite des Flugzeugs eine sich kegelförmig ausbreitende Stoßwelle (Machscher Kegel), die am Boden als Überschallknall wahrnehmbar ist.
Der Strömungswiderstand (und damit der Leistungsbedarf zu dessen Überwindung) steigt mit dem Quadrat der Fluggeschwindigkeit. Zusammen mit dem zur Fluggeschwindigkeit umgekehrt proportionalen Leistungsbedarf für die Auftriebserzeugung ergibt sich konstruktionsabhängig für jedes Flugzeug eine bestimmte Geschwindigkeit, bei der – auf die Flugzeit bezogen – der Energiebedarf für den Horizontalflug am geringsten ist. Auf die Flugstrecke bezogen liegt das Minimum des Energieverbrauchs jedoch bei einer deutlich höheren Geschwindigkeit, da das Flugzeug dann für dieselbe Strecke weniger lange in der Luft gehalten werden muss. Die Geschwindigkeit mit dem geringsten Energieverbrauch pro Strecke nennt man Reisegeschwindigkeit.

## Strömungsabriss
Der zur Auftriebserzeugung erforderliche Anstellwinkel steigt bei niedrigen Geschwindigkeiten: Da bei höherer Geschwindigkeit im selben Zeitraum mehr Luftmasse abgelenkt wird und der Betrag der vertikalen Beschleunigung ebenfalls steigt, genügt ein geringerer Ablenkungswinkel zur Erzeugung desselben Auftriebs. Umgekehrt muss der Anstellwinkel umso mehr erhöht werden, je langsamer das Flugzeug fliegt.
Der Coandă-Effekt kann an der Oberseite der Tragfläche nur bis zu einem bestimmten, von Profilform, Oberflächenqualität und Reynolds-Zahl abhängigen Anstellwinkel ein Anliegen der Strömung gewährleisten, welches in der Regel um 15–20° liegt. Jenseits dieses Anstellwinkels reißt die Strömung von der Oberfläche ab. Dies bewirkt eine drastische Erhöhung des Formwiderstands, gleichzeitig bricht der größere Teil des Auftriebs zusammen, da das Profil in diesem Strömungszustand den Luftstrom an der Oberseite der Tragfläche nicht mehr effektiv ablenken kann, sondern im Wesentlichen nur noch verwirbelt. Die Fluggeschwindigkeit, bei der aufgrund des gestiegenen Anstellwinkels die Strömung abreißt, nennt man Überziehgeschwindigkeit oder Stallspeed; der dabei entstehende Flugzustand, in dem das Flugzeug durchsackt und nur noch sehr eingeschränkt steuerbar ist, ist der (englisch) Stall. Die Überziehgeschwindigkeit ist somit die niedrigste Geschwindigkeit, bei der sich ein Flugzeug gerade noch in der Luft halten kann; sie ist konstruktionsabhängig und reicht in der Praxis von ca. 20 km/h (Gleitschirm) bis zu ca. 300 km/h (schnelle Strahlflugzeuge ohne aktivierte Landehilfen).
Die Überziehgeschwindigkeit ist bei einem Flugzeug vom Gewicht und vom Lastvielfachen abhängig, d. h. von der zusätzlichen Beschleunigung, die beispielsweise in Kurvenflug entsteht. Außerdem steigt die Überziehgeschwindigkeit (true air speed) bei kleinerer Luftdichte. Die angezeigte Geschwindigkeit (indicated air speed) ist jedoch dabei dieselbe, da die mechanischen Instrumente auch von der Luftdichte in gleichem Maße beeinflusst werden.

## Profil

Auftrieb und Bewegung der Luft

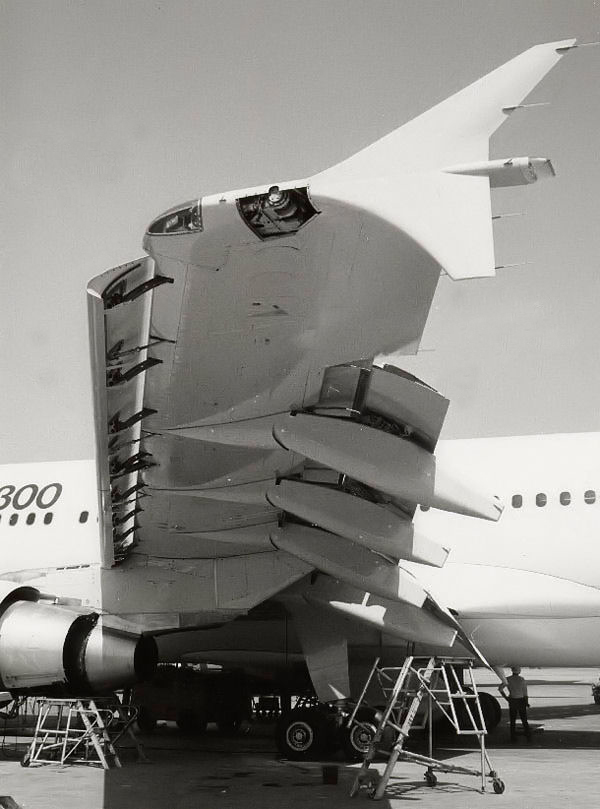
Tragfläche von unten (Airbus A310)

Als Profil bezeichnet man den Tragflächenquerschnitt in Strömungsrichtung. Die Form des Profils dient einerseits dazu, möglichst viel Auftrieb bei möglichst wenig Strömungswiderstand zu erreichen, und andererseits dazu, einen möglichst großen Anstellwinkel-Bereich ohne Strömungsabriss zu ermöglichen. Je nach Konstruktion (Einsatzzweck, Geschwindigkeitsbereich, Flächenbelastung) werden dazu unterschiedliche Profile verwendet.

## Tragflächengrundriss
In der Frühzeit der Fliegerei waren die Tragflächengrundrisse in ihrer Form dem Vogelflügel nachempfunden, da zunächst das gewölbte Profil von Bedeutung war. Zum Tragflächenprofil haben vor allem Otto Lilienthal (Wölbung) und Hugo Junkers (Profildicke) entscheidende Beiträge geleistet. Heutige Tragflächen haben eine Vielzahl verschiedener Formen. In der Regel sind sie lang gestreckt und verjüngen sich im Außenbereich (Zuspitzung), um eine bessere Auftriebsverteilung und somit einen geringeren induzierten Luftwiderstand zu erreichen.
Bei moderneren Verkehrsflugzeugen gehen sie in so genannte Winglets über. Durch den geringeren Luftdruck auf der Oberseite der Tragflächen strömt die Luft an deren Spitzen von unten nach oben. So entstehen Luftwirbel, die sich unter anderem in den gefürchteten Wirbelschleppen fortsetzen. Die Winglets verbessern die Verteilung der Randwirbel, reduzieren so den Energieverlust, den die Wirbelschleppen mit sich bringen, und machen so das Flugzeug sparsamer im Verbrauch. Anders als oft angenommen, kann die Stärke der Wirbel bei konstanter Geschwindigkeit nicht geändert werden, da sie direkt mit der Entstehung von Auftrieb verbunden ist. Die Winglets können nur die Auftriebsverteilung und damit die Geometrie der Wirbel begünstigen.
Überschallflugzeuge haben oft Deltaflügel, deren Vorderkanten in der Regel gerade verlaufen, im Extremfall aber auch mehrfach gekrümmt sein können, wie z. B. bei der „Ogival“-Tragfläche der Concorde. Deltaflügel sind den beim überschallschnellen Flug auftretenden Effekten besser angepasst als der sonst üblicherweise eingesetzte Trapezflügel.
Beim Flug mit Überschallgeschwindigkeit treten Verdichtungsstöße auf. Dies sind Bereiche, in denen der Druck des umgebenden Fluids, also der Luft, sprunghaft ansteigt. Einige dieser Stöße breiten sich in einer Form um das Flugzeug aus, der die Pfeilung des Flügels angepasst ist. (Je höher die gewünschte Fluggeschwindigkeit, umso stärker muss der Flügel gepfeilt sein.)
Beim Flug mit Überschallgeschwindigkeit tritt ein (schräger) Stoß an der Vorderkante auf. Beim Flug mit Transschallgeschwindigkeit tritt ein (senkrechter) Stoß auf der Flügeloberseite auf, hinter dem die Geschwindigkeit der Luftströmung plötzlich in den Unterschall fällt, was eine Umkehrung einiger strömungsmechanischer Effekte zur Folge hat. Kombiniert man also durch eine falsche Flügelkonfiguration diese unterschiedlichen Effekte auf einem Flügel, können sich diese gegenseitig eliminieren.
Man erhält eine homogene Anströmungsgeschwindigkeit auf die Vorderkante des Flügels, wenn diese der Anströmung selbst angepasst ist.
Durch die Pfeilung verringert sich diese Geschwindigkeit mit dem Kosinus des Pfeilwinkels und führt zum Verlust von Auftrieb. Nachteilig ist außerdem, dass neben dieser Normalgeschwindigkeit auch eine Tangentialkomponente auftritt, die sich entsprechend vergrößert. Diese bewirkt ein Abschwimmen der Grenzschicht zum äußeren Flügelbereich hin. Dadurch wird die Grenzschicht aufgedickt, und es kann zu einem Ablösen der Strömung an den Flügelspitzen kommen. Dies verringert die Querruderwirksamkeit.
Daneben sind noch eine Reihe weiterer Formen, zum Beispiel ringförmige Tragflächen (Ringflügel) möglich, die aber bislang nur bei Modell- und Experimentalflugzeugen verwirklicht wurden.
Insbesondere bei Flugzeugen mit Strahlantrieb („Düsenflugzeuge“) sind die Tragflächen zum Ermöglichen des Überschallflugs oft pfeilförmig nach hinten abgewinkelt. Eine Reihe von Militärflugzeugen, die in den 1960er und 1970er Jahren konstruiert wurden, können durch eine variable Geometrie die Pfeilung ihrer Tragflächen im Flug verstellen (Schwenkflügel), um sie optimal an die jeweilige Geschwindigkeit anzupassen.
Ein Forscherteam (Fish/Howle/Murray) hat 2008 nach dem Vorbild der Vorderflossen des Buckelwals eine Flügelform im Windkanal erprobt, die an der Vorderkante gewellt ist. Dadurch konnte gegenüber einem sonst gleichen Flügel mit gerader Vorderkante der Auftrieb um bis zu 8 Prozent gesteigert und gleichzeitig der Luftwiderstand um bis zu 32 Prozent gesenkt werden. Der Anstellwinkel, bei dem es zum Strömungsabriss (Stall) kam, lag 40 Prozent höher. Der Grund für diese guten Leistungsdaten liegt in der Energieeinleitung in die Strömung durch die gewellte Vorderkante (ähnlich Vortexgeneratoren).

## Anordnung

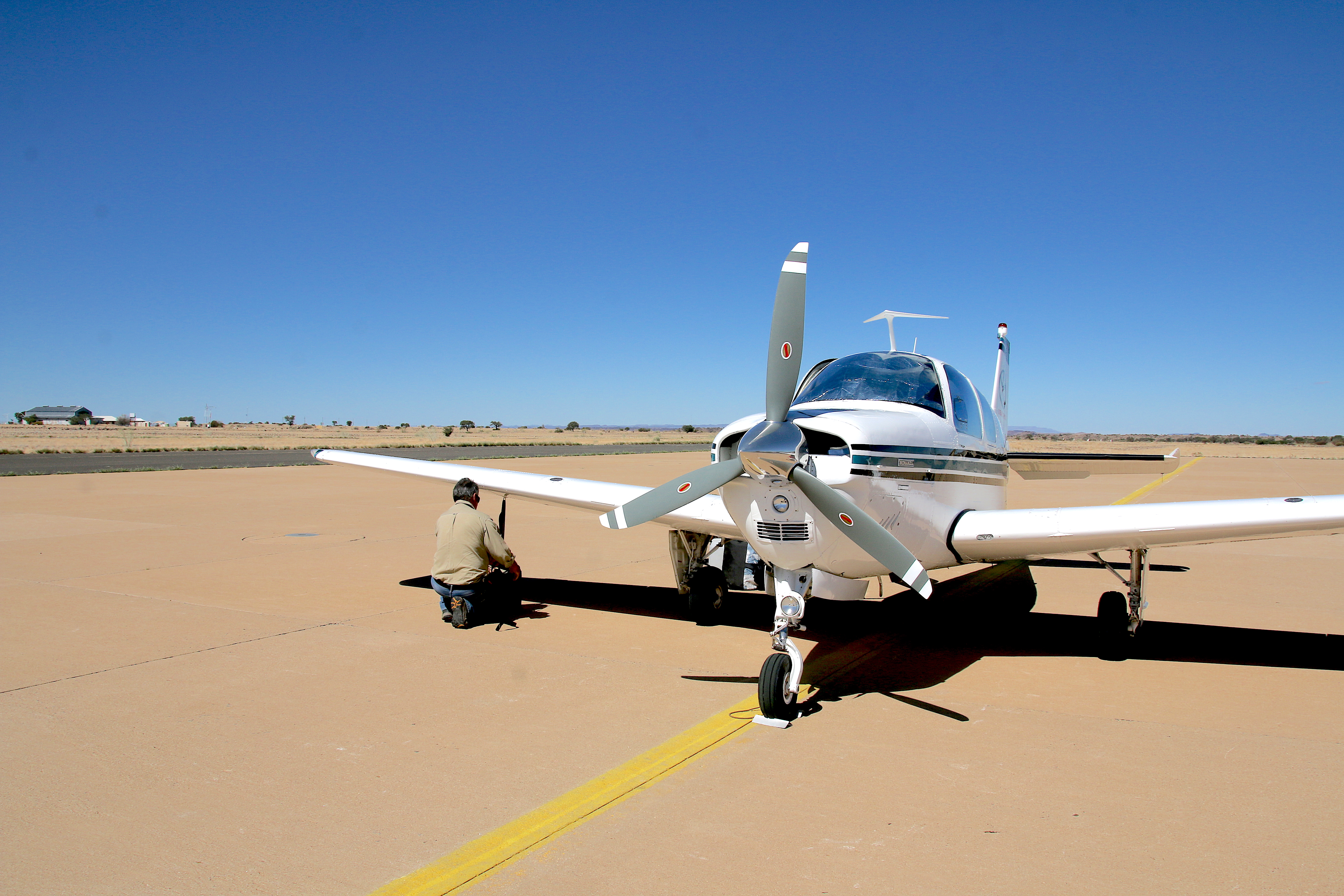
Ein Tiefdecker
(Beechcraft Bonanza A36)

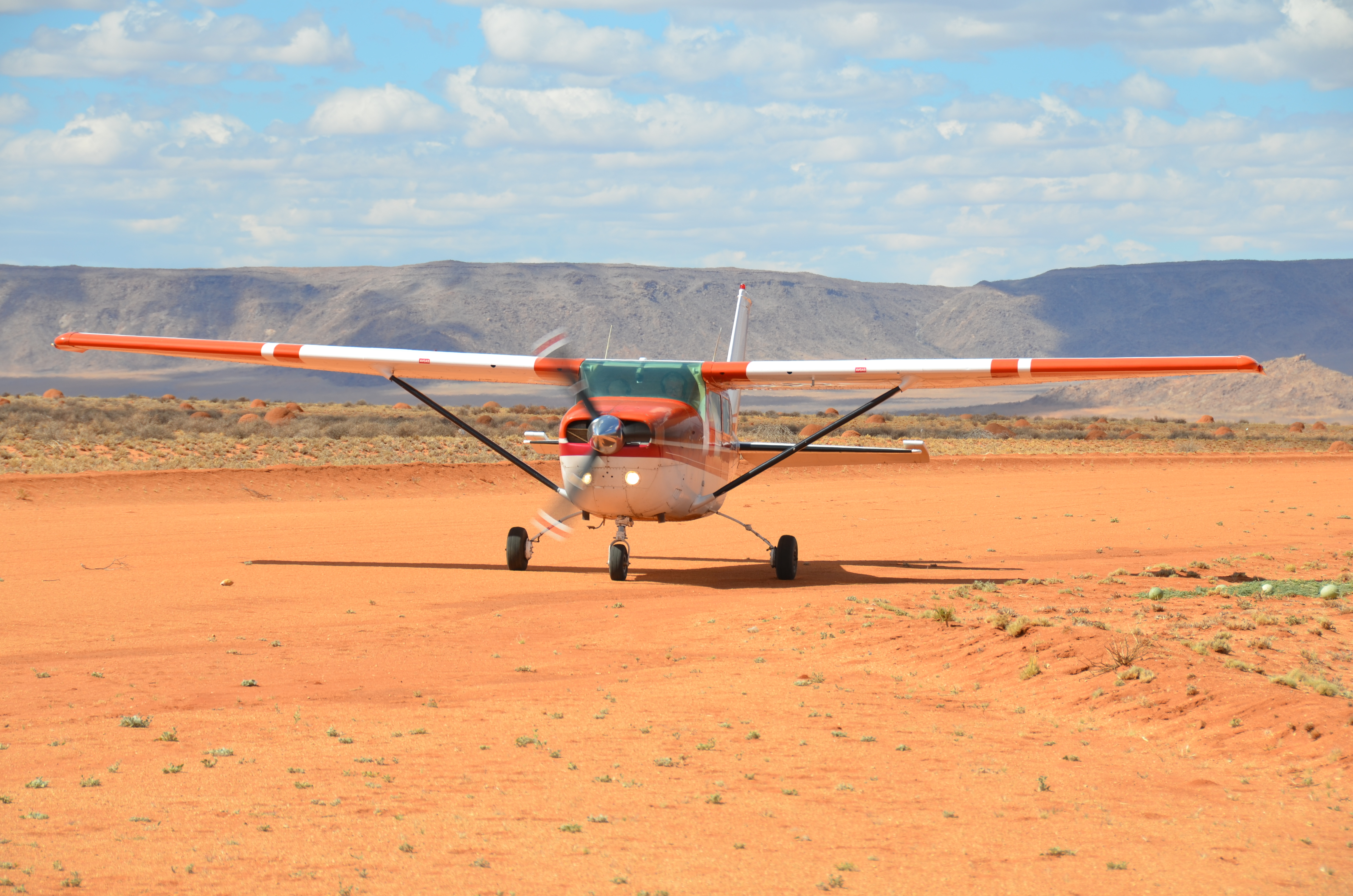
Ein Schulterdecker (Cessna 206)

Je nach Höhe der Anbringung der Tragflächen teilt man Flugzeuge in Tiefdecker (die Tragflächen sitzen bündig mit der Rumpfunterkante), Mitteldecker (mittlere Höhe), Schulterdecker (bündig mit der Rumpfoberkante) und Hochdecker (Tragflächen über dem Rumpf) ein. Flugzeuge, bei denen das Höhenleitwerk vor dem Flügel angeordnet ist, heißen Enten- oder Canardflugzeuge, Flugzeuge, bei denen das Höhenleitwerk hinter dem Flügel angeordnet ist, heißen Drachenflugzeuge. Moderne Großraumflugzeuge sind als Tiefdecker konstruiert, wobei die beiden Flügel über einen Flügelmittelkasten mit dem Flugzeugrumpf verbunden werden.
Die meisten modernen Flugzeuge haben auf jeder Seite des Rumpfs eine Tragflächenhälfte. In den ersten Jahrzehnten der Fliegerei waren Doppeldecker mit jeweils zwei Tragflächen übereinander häufig, vereinzelt wurden sogar Dreidecker gebaut. Heute werden Doppeldecker nur noch für den Kunstflug gebaut. Es gibt auch Flugzeuge mit nur einer Tragfläche, ohne Leitwerk. Solche nennt man Nurflügel oder auch Schwanzlose. Flugzeuge mit zwei oder mehreren hintereinander angeordneten Tragflächen (Tandemanordnung) blieben eine Rarität. Als weitere Variante gibt es noch die Boxwing-Tragfläche, die in der Praxis bisher nur bei Modellflugzeugen und dem Ultraleichtflugzeug Sunny verwendet wird.
Die Flügelstellung ist grob gekennzeichnet durch die Form ihrer Stirnansicht. Sie kann gerade sein, eine mehr oder weniger stark ausgeprägte V-Stellung aufweisen oder sich als Knickflügel präsentieren.

## Tragrumpf
Mit Tragrumpf (englisch Lifting Body) wird eine Flugzeug-Bauweise bezeichnet, bei welcher der Auftrieb nicht oder nicht allein durch Tragflächen, sondern wesentlich durch einen speziell geformten Rumpf erzeugt wird.

## Antrieb
Anders als bei den Flügeln der Tiere, die Vortrieb und Auftrieb erzeugen, liefern Tragflächen nur Auftrieb. Der Vortrieb muss von separaten Triebwerken erzeugt werden. Zu Beginn der Fliegerei wurde mit Tragflächen experimentiert, die den Flügelschlag der Vögel nachahmen und dadurch Vortrieb erzeugen sollten. Diese Konstruktionen (Schwingenflugzeuge oder auch Ornithopter) erwiesen sich jedoch für die manntragende Fliegerei als ungeeignet und wurden bisher nur im Modellflug erfolgreich verwirklicht.
Die einzige praktikable Lösung einer Kombination von Vor- und Auftrieb in der Tragfläche besteht darin, die Tragflächen um eine vertikale Achse rotieren zu lassen. In diesem Fall spricht man dann aber von einem Rotorblatt (siehe Hubschrauber).

## Weitere Funktionen

1. Winglet
2. Low Speed Querruder
3. High Speed Querruder
4. Landeklappenträgerverkleidung
5. Krügerklappe
6. Vorflügel
7. innere Flaps
8. äußere Flaps
9. Störklappen
10. Luftbremse
11. Vortex Generator

Tragflächen moderner Flugzeuge erfüllen noch eine Reihe weiterer Funktionen:
- Sie enthalten große Kraftstofftanks, z. T. selbstversiegelnd
- Sie tragen eine Vielzahl von Klappen zur Steuerung, z. B. Querruder, Spoiler, Trimmruder
- Sie verfügen über Auftriebshilfen
- Durch eine elastische Bauweise sind die Tragflächen gleichzeitig die „Federung“ des Flugzeugs und fangen vertikale Kräfte wie zum Beispiel Luftwirbel ab
- Sie bilden bei vielen Großflugzeugen die Aufhängung für die Triebwerke (meistens in Gondeln darunter)
- Sie dienen bei einigen Flugzeugen mit einziehbarem Fahrwerk der Aufnahme des Fahrwerks.
- In den 1920er Jahren benutzte der deutsche Flugzeughersteller Junkers die Tragflächenansätze (Flügelwurzel) zur Passagierunterbringung